# René Desfontaines
René Louiche Desfontaines (Tremblay, Bretanya, 14 de febrer de 1750 − 16 de novembre de 1833) va ser un botànic francès. La seva signatura abreujada com a botànic és : Desf.. El gènere Desfontainia l'honora.
Assistí al Collège de Rennes i el 1773 anà a París a estudiar medicina. El seu interès per la botànica es va originar per les lliçons al Jardí Reial de les Plantes Medicinals que donava Louis Guillaume Lemonnier. Va ser escollit membre de l'Acadèmia Francesa de les Ciències l'any 1783. Desfontaines passà dos anys a Tunísia i Algèria, d'on tornà amb una gran col·lecció de plantes. Va escriure Flora Atlantica (1798–1799, 2 volums), la qual inclou 300 gèneres nous per a la ciència i, pòstumament, amb Alfred Newton Mémoire sur quelques nouvelles espèces d'oiseaux des côtes de Barbarie (1880). El 1786, va ser nomenat professor de botànica al Jardí Reial de les Plantes Medicinals, substituint Lemonnier. Més tard, quan el Jardí Reial de les Plantes Medicinals ja havia estat reconvertit en Museu Nacional d'Història Natural, esdevingué director d'aquest museu nacional francès. Va ser també un dels fundadors de l'Institut de France i president de l'Acadèmia Francesa de les Ciències. Rebé la Légion d'honneur.